# Marcello Crescenzi

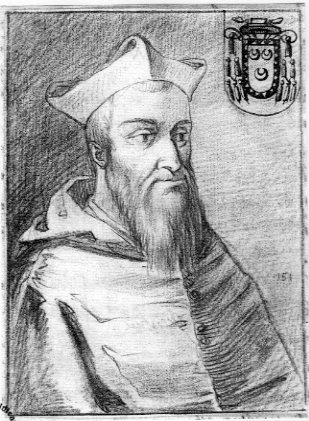
Kardinaal-aartsbisschop Crescenzi

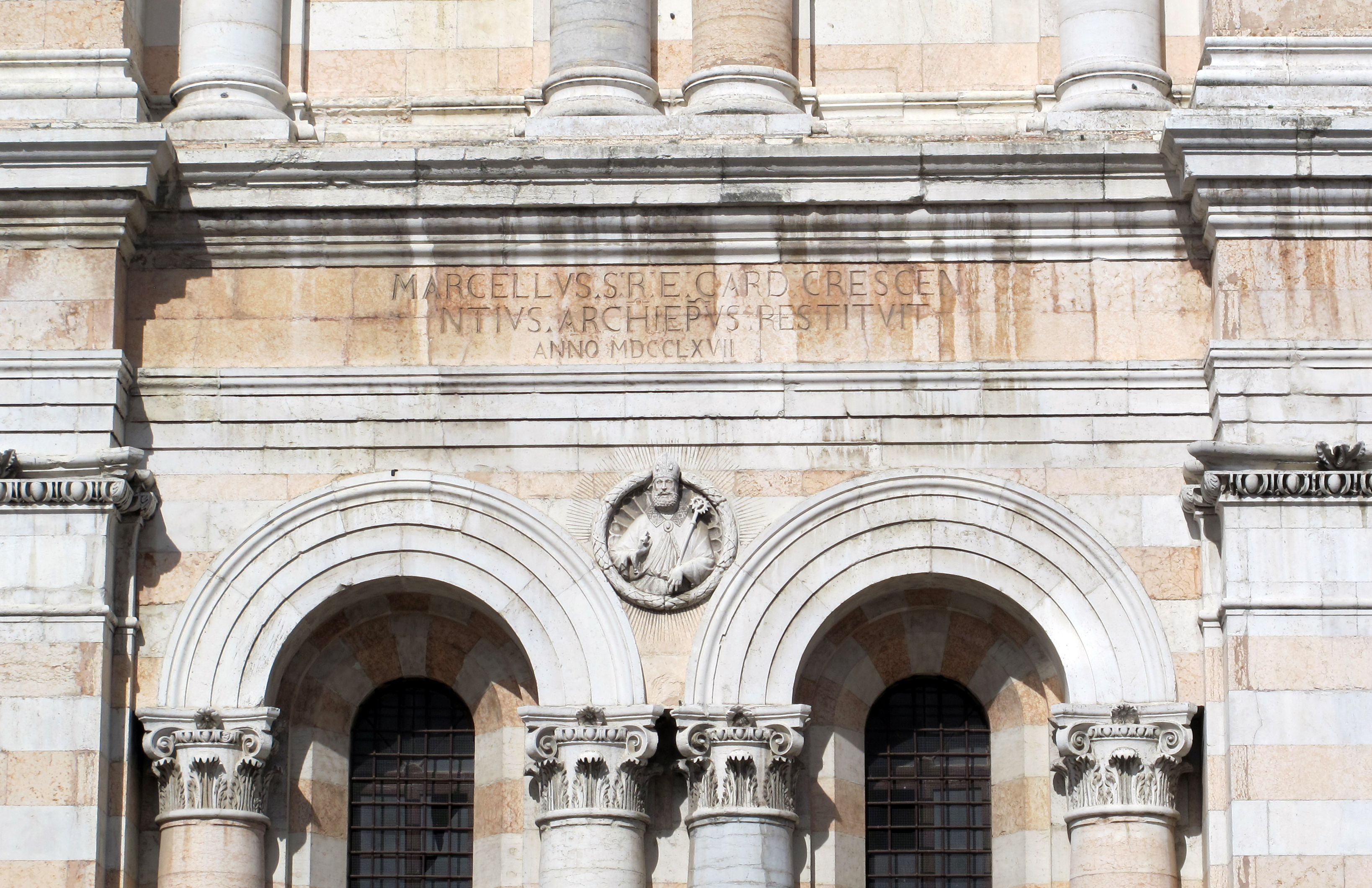
Zijn naam staat op de kathedraal van Ferrara (Italië)

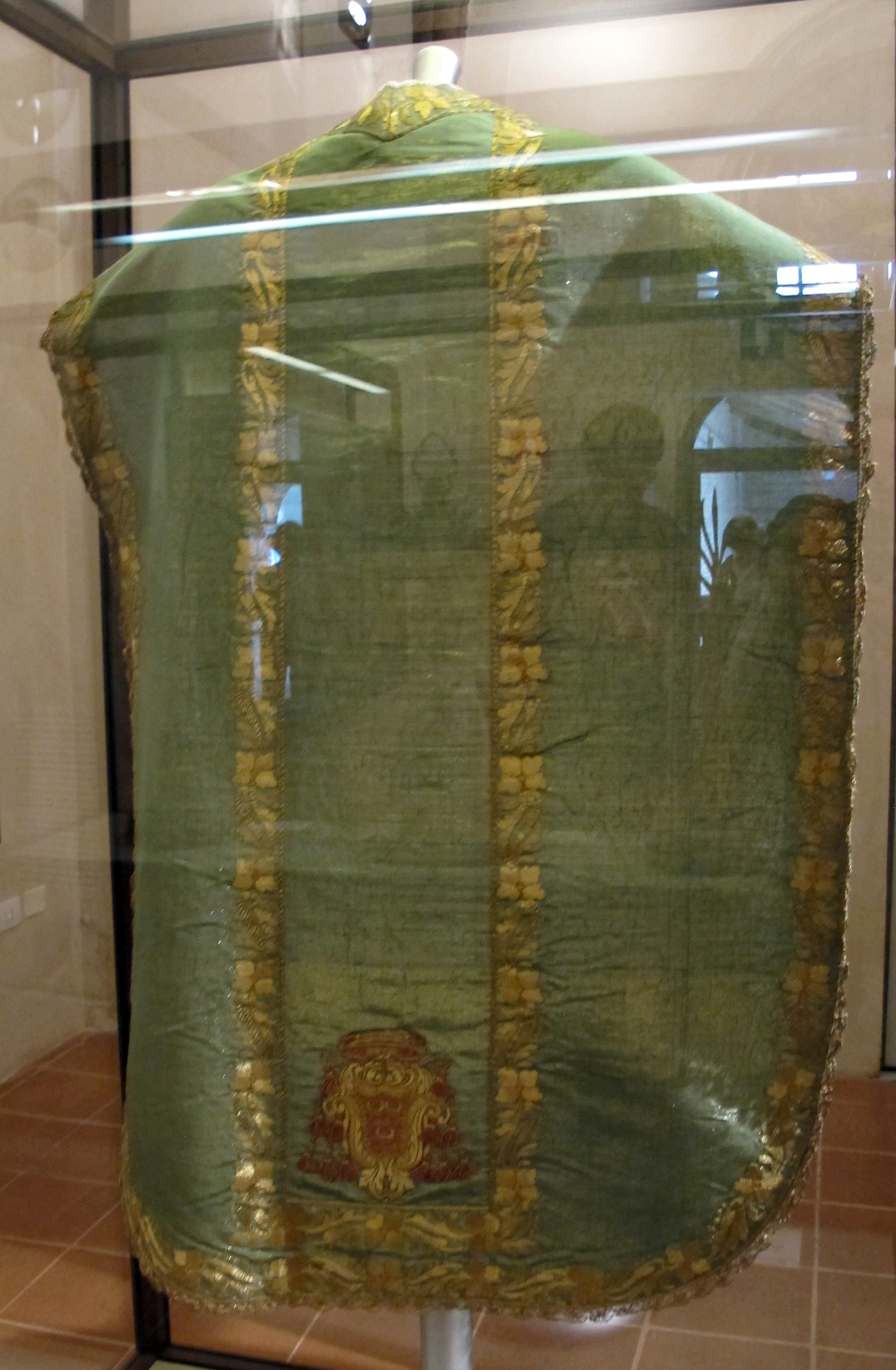
Kazuifel met wapenschild van Crescenzi

Marcello Crescenzi (Rome, 27 oktober 1694 – Ferrara, 24 augustus 1768) was een Italiaans kardinaal, nuntius in Parijs en aartsbisschop van Ferrara.

## Levensloop

### Jurist op de Curie
Hij was een telg van een adellijke Romeinse familie in de Pauselijke Staat. Zijn vader was Giambattista Crescenzi en zijn moeder Ortensia Serlupi. Hij studeerde voor priester en studeerde beide rechten in Rome, aan de universiteit van La Sapienza. In 1720 werd hij priester en in 1721 doctor in de beide rechten. De jonge jurist ging aan de slag bij de Romeinse Curie. In 1724 werd hij kanunnik van de Sint-Pietersbasiliek en kreeg verder functies in het Apostolisch Paleis op het Quirinaal, in de pauselijke basiliek van Santa Maria in Trastevere, in de Congregatie van Goed Bestuur en in de Camera Apostolica. Crescenzi werd benoemd tot auditeur van de Rota Romana rechtbank in 1727, wat hij bleef tot in 1739.

### Nuntius in Parijs
In 1739 trad Crescenzi in diplomatieke dienst van de paus. Paus Clemens XII benoemde Crescenzi tot nuntius aan het koninklijk hof van Parijs. De benoeming ging gepaard met een wijding tot aartsbisschop; hij werd titulair aartsbisschop van Nazianzo in Cappadocië (1739). Van 1739 tot 1743 verbleef hij in Parijs. Zijn eerste probleem was een benoeming in de Hollandse Zending. Crescenzi moest iemand voorstellen die strikt de lijn van Rome volgde. Een veel groter probleem was de Oostenrijkse Successieoorlog, vanaf 1740. Crescenzi stond in het oog van een diplomatieke storm. Hij moest koning Lodewijk XV aanzetten tot druk op Pruisen, omdat Pruisen het katholieke Silezië op Oostenrijk had veroverd. De Fransen speelden het handig, zodat paus Benedictus XIV zich liet ontvallen dat Crescenzi maar een middelmatig intellect had. De Fransen steunden handig de pauselijke invloed in Parma en Piacenza, maar niet het katholieke Silezië. Karel VII Albrecht werd verkozen tot Rooms-Duitse keizer (1742), de eerste niet-Oostenrijker in meer dan 300 jaar. Paus Benedictus XIV en de Fransen steunden Karel VII Albrecht, tot woede van Maria-Theresia en het hele Habsburgse hof in Wenen. Voor de Oostenrijkers was Crescenzi in Parijs onbetrouwbaar. De paus verleende hem de kardinaalshoed; zijn titelkerk was de Santa Maria in Transpontina in Rome.
In 1744 verliet kardinaal Crescenzi Parijs; in deze periode keerden de krijgskansen van de Oostenrijkse Successieoorlog ten gunste van Oostenrijk. Crescenzi verloor de gunst van de paus. Hij geraakte in financiële problemen, ondanks zijn ambten bij de Curie. Voor de paus waren de inkomsten die Crescenzi had als legaat (gouverneur) in Ferrara in de Pauselijke Staat ruim voldoende. Dit gouverneurschap gold voor 3 jaar. Het was de enige bron van inkomsten voor Crescenzi.

### Aartsbisschop van Ferrara
In 1746 stierf de aartsbisschop van Ferrara. Benedictus XIV twijfelde aan de bestuurscapaciteiten van Crescenzi, net zoals zijn voorganger. Ondanks die twijfel werd Crescenzi niet alleen legaat voor opnieuw 3 jaar maar tevens de aartsbisschop van Ferrara. Hij restaureerde er kerken. Hij schonk het genootschap Confraternia dei Sacconi een kerk in Ferrara, alsook andere gunsten. Verder hield Crescenzi zich bezig met het verzet tegen de zaligverklaring van Roberto Bellarmino, want Crescenzi allieerde zich met andere anti-Jezuïeten.
Paus Benedictus XIV stierf in 1758. Een nieuwe paus moest verkozen worden. Crescenzi behoorde plots tot een van de kandidaten, de papabili. De Fransen steunden Crescenzi, aangezien ze zich herinnerden hoe flauw zijn steun was aan de Habsburgers in zijn tijd in Parijs. Ook het koninkrijk Napels steunde Crescenzi. De Oostenrijkers verzetten zich heftig tegen Crescenzi.  Crescenzi werd geen paus. Het werd paus Clemens XIII, een Venetiaan die steun genoot van de jezuïeten.
Na zijn dood (1768) werd Crescenzi's naam in de klokkentoren van de kathedraal van Ferrara gebeiteld. Dit herinnert aan restauratiewerken die hij er uitvoerde.
- Bibliothèque nationale de France: cb122213635 (data)
- Gemeinsame Normdatei: 116725982
- International Standard Name Identifier: 0000 0001 1442 5673
- Library of Congress Control Number: nr91006218
- Istituto Centrale per il Catalogo Unico: FERV073262
- Système universitaire de documentation: 030887755
- Virtual International Authority File: 41692764
- WorldCat: E39PBJxd4Kt3pDKkjTDvvRBF8C